# Levirato
Levirato (ou levirado) é o costume, observado entre alguns povos, que obriga um homem a casar-se com a viúva de seu irmão quando este não deixa descendência masculina, sendo que o filho deste casamento é considerado descendente do morto. Este costume é mencionado no Antigo Testamento como uma das leis de Moisés. O vocábulo deriva da palavra "levir", que em latim significa "cunhado".

## Judaísmo
A lei do levirato (em hebraico: yibum) é ordenado em Deuteronômio 25:5–6 na Bíblia hebraica e obriga o irmão a se casar com a viúva de seu irmão falecido sem filhos, com o filho primogênito sendo tratado como do irmão falecido, (ver também Gênesis 38:8), que torna a criança seu herdeiro e não herdeiro do pai genético. Há uma outra cláusula conhecida como chalitsá (Deuteronômio 25:9–10), que explica que se um homem se recusa a realizar este "dever", a mulher deve cuspir em seu rosto e tomar um de seus sapatos, sendo que os outros na cidade devem sempre chamar-lhe de "o sem um sapato". Embora esta disposição implica que um irmão pode optar por sair do casamento levirato, não há nenhuma disposição nos Livros de Moisés para a viúva a fazê-lo.
Autoridades posteriores na lei judaica (período talmúdico) desencorajavam fortemente o yibum em favor da chalitsá. Devido haver uma proibição geral de um homem se casar com a mulher de seu irmão, a qualquer momento que um yibum não fosse necessário (por exemplo, o falecido tinha um filho) ele seria proibido.

## Islamismo
A lei islâmica (sharia) claramente estabelece regras para o casamento, incluindo quem pode se casar com quem, e o Alcorão proíbe que uma mulher seja "herdada", a menos que ela concorde. No entanto, certos grupos em países de maioria muçulmana praticam ou praticavam o casamento levirato, mais frequentemente em nome de práticas tribais ou do direito consuetudinário, em vez da lei islâmica. "Certas culturas tribais […] aplicavam o levirato […] segundo a qual um irmão de um marido falecido era obrigado a se casar com sua viúva".

## Lugares onde se pratica

### Ásia

#### Cítia
O historiador soviético Khazanov dá razões econômicas para a longevidade do levirato ao longo de dois milênios de história nômade: a herança de uma mulher como uma parte da propriedade do falecido e a necessidade de apoiar e educar os filhos para continuar a linhagem do falecido.
O costume do levirato era revivido sob condições econômicas instáveis na família do falecido. Khazanov, citando [Abramzon, 1968, p. 289-290], menciona que durante a Segunda Guerra Mundial o levirato foi ressuscitado na Ásia Central. Nestas circunstâncias, filhos adultos e os irmãos do falecido mantinham-se responsáveis para fornecer-se a seus dependentes. Um deles seria casar-se com a viúva e adotar seus filhos, se houvesse algum.

#### Ásia Central e Xiongnu
Os casamentos leviratos foram difundidos entre os nômades da Ásia Central. O historiador chinês Sima Qian (145-87 aC) descreveu as práticas do Xiongnu (também transliterado "Hsiung-nu"), em seu magnum opus, Registros do Grande Historiador. Ele atestou que após a morte de um homem, um de seus parentes, geralmente um irmão, casa-se com sua viúva.
O costume do levirato sobreviveu na sociedade dos hunos do Nordeste do Cáucaso até o sétimo século EC. O historiador arménio Movses Kalankatuatsi afirma que os Savirs, uma das tribos hunas na área, foram geralmente monogâmicos, mas às vezes um homem casado levaria a viúva de seu irmão como uma esposa polígama. Ludmila Gmyrya, uma historiadora do Daguestão, afirma que o levirato sobreviveu lá em "modernidade etnográfica" (a partir do contexto, provavelmente nos anos de 1950). Kalankatuatsi descreve a forma de casamento levirato praticado pelos hunos. Como as mulheres tinham um status social elevado, a viúva tinha a escolha de casar ou não. Seu novo marido poderia ser um irmão ou um filho (por outra mulher) de seu primeiro marido, então ela poderia acabar se casando com seu cunhado ou enteado. A diferença de idade não importava.